# ظيان
الملعى أو الظَّيَّانُ أو يَاسَمِينُ البَرِّ (باللاتينية: Clematis) جنس نباتي ينتمي إلى الفصيلة الحَوذانية. يضم حوالي 300 نوع.

## من أنواعه الأصيلة في الوطن العربي
- الظيان الأبيض (باللاتينية: Clematis vitalba) في بلاد الشام
- الظيان الجبلي (باللاتينية: Clematis montana) في بلاد الشام
- الظيان اللهبي (باللاتينية: Clematis flammula) في بلاد الشام والمغرب العربي
- الظيان المحلاقي (باللاتينية: Clematis cirrhosa) في بلاد الشام

## من أنواعه الأخرى
- الظيان الزغبي (باللاتينية: Clematis lanuginosa) في الصين وأمريكا الشمالية
- الظيان الشرقي (باللاتينية: Clematis orientalis)
- الظيان الغربي (باللاتينية: Clematis occidentalis) في أمريكا الشمالية
- الظيان الهش (باللاتينية: Clematis crispa) في أمريكا الشمالية